# Flipped
Flipped (No Brasil: O Primeiro Amor
e em Portugal: A Descoberta do Primeiro Amor
) é um filme americano de comédia romântica lançado em 6 de agosto de 2010 nos Estados Unidos.
Dirigido pelo cineasta Rob Reiner,
Flipped é baseado no livro homônimo de Wendelin Van Draanen.
No livro original, a história se passa nos dias atuais, onde os pré-adolescentes Julianna Baker e Bryce Loski lutam em admitir o amor um pelo outro. O filme, entretanto, se passa nos anos 60; o diretor tomou essa decisão pelo fato da história se parecer muito com essa fase de sua vida, que ocorreu justamente nessa época.
O filme teve uma bilheteria bem discreta nos Estados Unidos e foi lançado no Brasil diretamente em DVD,
além de ser exibido pela franquia HBO.
O filme é estrelado por Callan McAuliffe, Madeline Carroll, Rebecca De Mornay, Anthony Edwards, John Mahoney, Penelope Ann Miller, Aidan Quinn, e Kevin Weisman.

## Sinopse
Julianna Baker e Bryce Loski são vizinhos e desde os sete anos ela sempre nutriu um amor platônico por ele, que nunca a correspondeu, por considerá-la excêntrica. Bryce passa então a evitá-la a todo custo, o que se torna cada vez mais difícil, visto que além de vizinhos eles estudam na mesma classe na escola.
Aos treze anos, contudo, o avô de Bryce, Chet Duncan, se muda para a sua casa e passa a conviver mais com ele e sua família. Como Chet gostar de lidar com plantas – e Julianna também – os dois começam uma estranha amizade, o que faz com que Bryce comece a reparar mais na garota.
A partir daí, vários acontecimentos fazem com que ambos se aproximem cada vez mais, como um jantar com a família de ambos, o festival da primavera na escola e a ameaça de demolirem uma árvore na vizinhança que é muito querida por Juliana.

## Elenco
- Madeline Carroll - Julianna Juli Baker
- Callan McAuliffe - Bryce Loski
- Rebecca De Mornay - Patsy Loski (mãe de Bryce)
- Anthony Edwards - Steven Loski (pai de Bryce)
- John Mahoney - Chet Duncan
- Israel Broussard - Garret Einbinder
- Stefanie Scott - Dana Tressler(garota da aula de ciências)
- Penelope Ann Miller - Trina Baker (mãe de Juliana)
- Aidan Quinn - Richard Baker (Robert no livro) (pai de Juliana)
- Cody Horn - Lynetta Loski (irmã de Bryce)
- Kevin Weisman - Daniel Baker (David no livro) (tio de Juliana)
- Shane Harper - Matt Baker
- Michael Bolten - Mike Baker

## Lançamento
Flipped foi lançado nos cinemas dos Estados Unidos em 6 de agosto de 2010 pela Warner Bros. Pictures. Ele recebeu críticas mistas da crítica de cinema, e foi um fracasso de bilheteria, arrecadando US$ 4.3 milhões contra um orçamento de US$ 14 milhões.

## Recepção
Flipped teve recepção mista por parte da crítica profissional. Com índice de 55% em base de 73 avaliações, o Rotten Tomatoes chegou ao consenso: "Embora não sem seus encantos nostálgicos, a adaptação às vezes desajeitado do romance de infância de Wendelin Van Draanen de Rob Reiner não alcançar as alturas do trabalho anterior do diretor, como Stand By Me". No Metacritic, o filme tem uma classificação 45/100, indicando "críticas mistas ou médias". 

## Rob Reiner no filme
Rob Reiner conheceu a história do filme quando seu filho precisou fazer um trabalho escolar sobre o livro no qual o longa-metragem se baseia. O diretor achou o livro “inteligente e sofisticado” e que “a autora captou todos aqueles sentimentos fortes e complicados do primeiro amor.
Este é o primeiro filme de Rob Reiner, desde o The Story of Us, que ele produz com a Castle Rock Entertainment, que ele mesmo ajudou a criar.

## Mídia doméstica
Flipped foi lançado em DVD e Blu-ray em 23 de novembro de 2010.

## Trilha sonora
Segue as músicas que constituem a trilha sonora do filme:
- 1.	Pretty Little Angel Eyes – Curtis Lee
- 2.	One Fine Day – The Chiffons
- 3.	He's So Fine – The Chiffons
- 4.	Chantilly Lace – Big Bopper
- 5.	There Goes My Baby – The Drifters
- 6.	You've Really Got A Hold On Me – The Miracles
- 7.	Devoted To You –The Everly Brothers
- 8.	A Teenager In Love – Dion & The Belmonts
- 9.	When – The Kalin Twins
- 10.	Let It Be Me – Phil Everly
- 11.	What's Your Name – Rob Reiner, Michael Christopher Bolten e Shane Harper
- 12.	Flipped Suite – Marc Shaiman